# Аферисты (фильм, 2023)
«Аферисты» (англ. Sharper) — художественный фильм режиссёра Бенджамина Карона по сценарию Брайана Гейтвуда и Алессандро Танаки.
Премьера фильма в ограниченном прокате состоялась 10 февраля 2023 года, а на Apple TV+ — 17 февраля 2023 года.

## Сюжет
Часть 1 — Том.
Том, владелец книжного магазина, встречает девушку Сандру, у него возникают чувства. Через некоторое время оказывается, что непутёвый брат Сандры задолжал крупную сумму преступникам, которые начинают атаковать девушку. Том дарит Сэнди огромную сумму, которую он берёт у состоятельного отца. Сэнди исчезает.
Часть 2 — Сандра.
За несколько месяцев до событий 1-й части Сэнди, условно-досрочно освобождённая мелкая преступница и наркоманка, встречает Макса, который зарабатывает аферами. Макс берёт Сэнди в ученицы и делает из неё Сандру.
Часть 3 — Макс.
Макс — сообщник и любовник более старшей по возрасту и более опытной мошенницы Меделин, которая состоит в отношениях с отцом Тома, миллиардером Ричардом. Представленный Ричарду в качестве сына Мэделин, Макс помогает ей «развести» Ричарда на несколько сотен тысяч долларов. В тот момент, когда парочка собирается скрыться с добычей, смертельно больной Ричард делает Мэделин предложение. Она оставляет весь полученный куш Максу и выходит замуж за Ричарда с намерением однажды стать наследницей. Единственный, кто мешает ей — Том, сын и главный наследник.
Часть 4 — Мэделин.
После смерти Ричарда все деньги переходят в управление к Мэделин. Том, по завещанию отца, фактически, лишён доступа к деньгам, так как история с аферисткой Сандрой произвела на Ричарда тягостное впечатление, он убедился, что Том не умеет распоряжаться деньгами и может стать лёгкой добычей в силу своей доверчивости…
Но вскоре Мэделин, наслаждающаяся роскошью и спокойствием, узнает, что её пасынок нанял некоего Брэдлока — специалиста по деликатным делам, к чьим услугами прибегал ещё Ричард. Том хочет найти мошенницу Сандру, так как он уверен, что провернуть свою аферу она могла лишь при помощи кого-то, кто близок к семье…
Часть 5 — Сэнди.
Хитросплетение чувств и обмана сведёт мошенников ещё раз и приведёт к сложной развязке.
Действие фильма разворачивается в разных местах Нью-Йорка: от Пятой авеню до Куинса.

## В ролях
- Джулианна Мур — Меделин
- Себастиан Стэн — Макс
- Джастис Смит — Том
- Бриана Миддлтон[англ.] — Сандра
- Джон Литгоу — Ричард Хобс

## Производство и премьера
В марте 2021 года стало известно, что компания A24 займётся производством фильма для Apple TV+, режиссёром выступит Бенджамин Кэрон. Главную роль получила Джулианна Мур, а сценарий написали Брайан Гейтвуд и Алессандро Танака, который входил в «Черный список» 2020 года сценариев, которые не будут выпущены в прокат в течение текущего календарного года. В июле 2021 года к актёрскому составу присоединился Себастиан Стэн, а в августе — Джастис Смит и Бриана Миддлтон.. В сентябре — Джон Литгоу. Съёмки начались 13 сентября в Нью-Йорке.
Премьера фильма в ограниченном прокате запланирована на 10 февраля 2023 года, а на Apple TV+ — на 17 февраля 2023 года.

## Восприятие
На сайте Rotten Tomatoes фильм имеет рейтинг 70 % основанный на 115 отзывах, со средней оценкой 6.6/10. На Metacritic средневзвешенная оценка составляет 64 из 100 на основе 34 рецензий.